# Huseyn Shaheed Suhrawardy

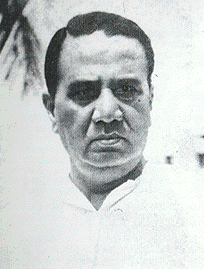
H. S. Suhrawardy (1949)

Huseyn Shaheed Suhrawardy (* 8. September 1892 in Medinipur; † 5. Dezember 1963 in Dhaka) war ein bengalischer Politiker und Rechtsanwalt, und vom 12. September 1956 bis zum 17. Oktober 1957 fünfter Premierminister Pakistans.

## Leben
Huseyn Shaheed Suhrawardy wurde in eine muslimische bengalische Familie geboren, die für ihren Reichtum und Gentry bekannt waren. Seine Familie behauptete, direkte Nachkommen vom ersten Khalifen zu sein. Sein Vater Sir Zahid Suhrawardy arbeitete am Calcutta High Court. Seine Mutter war die Tochter eines Schriftstellers. Sein Bruder wurde zum Diplomaten im pakistanischen Außenministerium berufen. Suhrawardy machte seinen Abschluss in Mathematik von der Kalkutta Universität 1911.
Er erwarb seinen Masterabschluss an der Oxford-Universität in Politikwissenschaften 1920. Sein Hintergrund als Gentry half ihm, sich in England niederzulassen. Suhrawardy arbeitete nach seinem Abschluss 1922 bei Grays Inn und wurde zum Anwalt ausgebildet. Nach seiner Ausbildung in England kehrte Huseyn Shaheed Suhrawardy nach Indien zurück und arbeitete 1922 am Kalkutta High Court. Er baute sich den Ruf eines kompetenten Anwalts auf. Er trat der Muslimliga bei und wurde ins Parlament von Bengalen gewählt. Seine Tätigkeit als Anwalt war besonders bei der Khilafat-Bewegung. Er verblieb für viele Jahre mit der Bewegung verbunden. Suhrawardy wurde 1924 zum stellvertretenden Bürgermeister der Kalkutta Corporation gewählt und trat der Swaraj Party bei. Er verließ die Partei jedoch nach Unruhen zwischen Muslimen und Hindus in Kalkutta. Er vertrat die Muslime als Anwalt vor Gericht. Suhrawardy verstärkte in den 1930er Jahren das politische Programm der Muslimliga. Er unterstützte die Idee eines eigenen Staates für Muslime und mobilisierte das Pakistan Movement. Er wurde 1936 der Generalsekretär der bengalischen Muslimliga. Seine ausgesprochene Unterstützung für das Pakistan Movement verstärkte das politische Programm und die Position der Muslimliga. Er war von 1937 bis 1943 Arbeitsminister in der Regierung von Abul Kasim Fazlul Haq.
Er wurde 1943 zum Minister für zivile Versorgung durch Premierminister Khawaja Nazimuddin ernannt. In seine Zeit fiel die Hungersnot in Bengalen 1943.